# Vera Ilieva
Vera Ilieva (bulgarisch Вера Илиева; * 9. August 1952 in Sofia, Bulgarien; † 25. Oktober 2018 ebenda) war eine bulgarische Mezzosopranistin.
Im Alter von 13 Jahren wurde sie Preisträgerin des Internationalen Wettbewerbs des Tschechischen Fernsehens in Prag. Nach Abschluss des Musikgymnasiums setzte sie ihre Gesangsausbildung an der Staatlichen Musikhochschule bei Mati Pinkas in Sofia fort. Dort schloss sie ihr Studium als diplomierte Opernsängerin und Gesangspädagogin ab. Das erste Engagement führte sie an die Staatsoper Unter den Linden in Ost-Berlin, es folgten Engagements in Rudolstadt, Gera und am Opernhaus Halle. Von 1981 bis Februar 2018 war die Mezzosopranistin am Stadttheater Trier engagiert. Zahlreiche Konzertverpflichtungen führten sie an renommierte Spielorte im In- und Ausland wie u. a. nach Tel Aviv.
Vera Ilieva hat nahezu sämtliche bedeutenden Opern- und Operettenrollen ihres Fachs gesungen und erlangte besonders mit den zwei modernen Solo-Opern Miss Donnithornes Grille von Peter Maxwell Davies und La voix humaine von Francis Poulenc große Beachtung. Ihre besondere Liebe galt dem Kunstlied und der Kirchenmusik, wo sie über ein gleichermaßen umfangreiches Repertoire verfügte. Ihre sängerischen Qualitäten werden durch Rundfunkaufnahmen in Bulgarien und Großbritannien sowie durch verschiedene CD-Aufnahmen dokumentiert. Nachhaltig förderte sie Komponisten der zeitgenössischen Musik. Neben ihrer Tätigkeit als Opern- und Konzertsängerin konnte Vera Ilieva auf eine über 30-jährige erfolgreiche Arbeit als Gesangspädagogin an verschiedenen Konservatorien wie u. a. dem Conservatoire de musique de la Ville de Luxembourg zurückblicken, trat mit eigenen Opernproduktionen ihrer Gesangsklasse hervor und war außerdem Jurymitglied angesehener Wettbewerbe.
Sie verstarb in der Nacht vom 24. zum 25. Oktober 2018 in ihrer Geburtsstadt Sofia.

## Diskographie (Auswahl)
- Ave Maria – Vera Ilieva singt Ave-Maria-Vertonungen u. a. von Giulio Caccini, Luigi Cherubini, Luigi Luzzi, Josef Gabriel Rheinberger, Anton Bruckner, Franz Liszt, Georges Bizet, Alexandre Guilmant, Camille Saint-Saëns, César Franck, Antonín Dvořák, Marco Enrico Bossi, Max Jobst, Dom Paul Benoit, Nunu Gabunia, Alfred Müller-Kranich und Heinz Heckmann.